# Karel Šavnik mlajši
Karel Šavnik, slovenski pravnik, finančni strokovnjak in profesor, * 30. junij 1874, Kranj, † 21. september 1928, Ljubljana.
Šavnik je študij prava končal leta 1896 in bil 1897 promoviran na univerzi v Gradcu. Od 1899 je bil zaposlen na finančnem ministrstvu na Dunaju, od leta 1918 dalje pa na ministrstvu za finance Kraljevine SHS, hkrati pa je od 1923 honorarno predaval finančno pravo na Pravni fakulteti v Ljubljani.